# 경기물류고등학교
경기물류고등학교(京畿物流高等學校)는 대한민국 경기도 평택시 안중읍 안중리에 있는 공립 고등학교이다.

## 학교 연혁
- 1955년 5월 3일 : 안중상업고등학교 설립 인가
- 1956년 4월 24일 : 초대 이범직 교장 취임
- 1956년 6월 3일 : 안중상업고등학교 개교
- 1956년 8월 20일 : 안일상업고등학교로 학칙 변경(상업과 6학급, 보통과 3학급 인가)
- 1976년 3월 1일 : 안일여자종합고등학교로 학칙 변경
- 1978년 3월 1일 : 병설 안일여자중학교 분리
- 1993년 4월 10일 : 4층 6개 교실 및 도서실 증축
- 1997년 9월 22일 : 경영정보과 9학급, 보통과 6학급 인가
- 1997년 12월 31일 : 체육관 신축
- 2004년 12월 30일 : 특수학급 설치 인가
- 2006년 8월 7일 : 평택안일물류고등학교로 학칙 변경
- 2010년 3월 1일 : 경기물류고등학교로 교명변경
- 2020년 1월 9일 : 제62회 152명 졸업(졸업생 누계 10,458명)
- 2023년 9월 1일 : 제23대 서정열 교장 취임
- 2024년 9월 1일: 제24대 김승원 교장 취임

## 설치 학과
- 국제물류과
- 국제경영과
- 융합소프트웨어과

## 참고 자료
- 경기물류고등학교 - 한국교육학술정보원 학교알리미